# Ramagundam
Ramagundam (incluindo Godavarikhani Town) é um município em Karimnagar distrito do norte de Telanganá, Índia. Possui uma população de 229.644 (censo de 2011).